# Montournais
Montournais település Franciaországban, Vendée megyében. Lakosainak száma 1626 fő (2022. január 1.). Montournais Saint-André-sur-Sèvre, La Meilleraie-Tillay, Menomblet, Pouzauges, Réaumur és Saint-Mesmin községekkel határos.

## Népesség
A település népességének változása:
| Lakosok száma | 1703 | 1686 | 1730 | 1663 | 1651 | 1641 | 1630 | 1626 | 1626 |
|               | 2013 | 2015 | 2016 | 2017 | 2018 | 2019 | 2020 | 2021 | 2022 |